# Pseudagrion giganteum
Pseudagrion giganteum – gatunek ważki z rodziny łątkowatych (Coenagrionidae).